# Triticella
Triticella is een mosdiertjesgeslacht uit de familie van de Triticellidae en de orde Ctenostomatida. De wetenschappelijke naam ervan is in 1848 voor het eerst geldig gepubliceerd door Dalyell.

## Soorten
- Triticella annulata O'Donoghue & O'Donoghue, 1926
- Triticella calveti d'Hondt & Hayward, 1981
- Triticella capsularis Gordon & Wear, 1999
- Triticella elongata (Osburn, 1912)
- Triticella flava Dalyell, 1848 = Molkreeftmosdiertje
- Triticella fusiformis d'Hondt & Hayward, 1981
- Triticella gracilis d'Hondt & Hayward, 1981
- Triticella maiorovae Grischenko & Chernyshev, 2017
- Triticella minini Grischenko & Chernyshev, 2015
- Triticella nodosa Gordon, 1986
- Triticella pedicellata (Alder, 1857)
- Triticella periphanta Marcus, 1922